# Arielia
Arielia é um gênero de gastrópodes pertencente a família Mitromorphidae.

## Espécies
- Arielia cancellata Shuto, 1983
- Arielia mitriformis Shasky, 1961